# Anna Głowacka (agronom)
Anna Maria Głowacka (ur. w Stargardzie Szczecińskim) – polska inżynierka, agronom i nauczycielka akademicka, od 2020 roku dziekan Wydziału Budownictwa i Inżynierii Środowiska Zachodniopomorskiego Uniwersytetu Technologicznego, profesor nadzwyczajna ZUT. 
Wcześniej była prodziekanem Wydziału Budownictwa i Architektury tego uniwersytetu oraz kierowniczką Katedry Inżynierii Sanitarnej na tym wydziale.

## Życiorys
Pochodzi ze Stargardu. W 2000 roku obroniła pracę doktorską w dziedzinie nauk rolniczych zatytułowaną Badania nad możliwością rolniczego wykorzystania osadów z miejskich oczyszczalni ścieków na Wydziale Rolniczym Akademii Rolniczej w Szczecinie. Rozpoczęła następnie pracę jako adiunkt w Katedrze Chemii Środowiska tego uniwersytetu. W 2007 roku habilitowała się na podstawie dorobku naukowego i rozprawy pt. Przydatność kompostów z komunalnego osadu ściekowego do nawożenia miskanta cukrowego na Uniwersytecie Warmińsko-Mazurskim w Olsztynie. Na Akademii Rolniczej, a następnie na Zachodniopomorskim Uniwersytecie Technologicznym została profesorem uczelni. Została kierowniczką Katedry Inżynierii Sanitarnej oraz prodziekanem Wydziału Budownictwa i Architektury ZUT.
Po zmianach strukturalnych na Zachodniopomorskim Uniwersytecie Technologicznym, 31 sierpnia 2020 roku została dziekanem nowopowstałego Wydziału Budownictwa i Inżynierii Środowiska. Została także kierowniczką Katedry Inżynierii Środowiska. W sierpniu 2022 roku weszła w skład utworzonej przez ZUT grupy naukowo-eksperckiej do spraw Odry, powołanej w celu zbadania przyczyn katastrofy ekologicznej na tej rzece.
Zajmowała się badaniami dot. określenia ilości i możliwości dalszego wykorzystania ciepła odpadowego powstającego w tym procesie oraz badaniem wartości opałowej osadów ściekowych, zagospodarowywanych jako alternatywne źródło energii w źródłach przystosowanych do procesu ich spalania. Współpracowała z Oczyszczalnią Ścieków Pomorzany w Szczecinie oraz Przedsiębiorstwem Gospodarki Komunalnej Sp. z o.o. Oczyszczalnia Ścieków w Mokrawicy. Jest recenzentką 10 prac doktorskich i promotorką jednego doktoratu. 

## Odznaczenia
- Brązowy Krzyż Zasługi (2004)[8]